# Прыжок (фильм, 2008)
Прыжок (англ. Jump!) — британско-австрийская драма, основанная на реальных событиях от режиссёра Джошуа Синклер, снятая в 2007 году. 
Мировая премьера фильма вышла 7 февраля 2008 года, а в интернет пространстве — 19 июня 2008 года. Возрастное ограничение 18+. Общий бюджет фильма на момент премьерного показа составлял 3 500 000 долларов США.

## Сюжет
Австрия. Действие происходит в 1928 году, еврейский юноша Филипп Хальсман обвиняется в убийстве собственного отца. Адвокат Рихард Прессбургер, защищающий его, быстро понимает, что судья не на стороне паренька, но будет стоять за своего клиента до последнего.

## В ролях
| Актёр                 | Роль                             |
| --------------------- | -------------------------------- |
| Бен Сильверстоун      | Филипп Хальсман главный герой    |
| Патрик Суэйзи         | Рихард Прессбургер главный герой |
| Мартина Маккатчен     | Люба Хальсман                    |
| Хайнц Хёниг           | Мордух Хальсман                  |
| Аня Крузе             | Ита Хальсман                     |
| Сибил Даннинг         | Анна Грубер                      |
| Ричард Джонсон        | Лархер судья                     |
| Хайнц Трикснер        | Эмиль                            |
| Эрик Ян Риппман       |                                  |
| Стефани Пауэрс        |                                  |
| Вольфганг С. Цехмайер |                                  |
| Джулиан Шарп          |                                  |
| Кристоф Шобесбергер   |                                  |
| Вольфганг Фирек       | Леопольд Ципперер                |
| Кристиан Шеффер       |                                  |
| Бернд Йешек           |                                  |
| Иза Халлер            |                                  |
| Мануэль Рубей         |                                  |
| Александр Лоцки       |                                  |
| Джоди Флейшер         | Мэрилин Монро                    |

Озвучивание осуществляла Джоди Флейшер, а каскадером участвовал Ладислав Лагода.